# Спокойной ночи, Оппи!
Спокойной ночи, Оппи! (англ. Good Night Oppy) — американский документальный фильм 2022 года режиссёра Райана Уайта, озвученный Анджелой Бассетт. Мировая премьера состоялась 3 сентября 2022 года на кинофестивале в Теллурайде. Фильм был выпущен ограниченным тиражом 4 ноября 2022 года компанией Amazon Studios перед трансляцией на Prime Video 23 ноября 2022 года.

## Обзор
В фильме рассказывается история Opportunity по прозвищу Oppy, марсохода, запущенного в 2003 году, который изначально должен был работать всего 90 марсианских суток (сол), но исследовал Марс почти 15 лет. История марсохода иллюстрируется архивными кадрами и дополняется интервью с учеными и инженерами. Также были воссозданы походы марсохода по марсианскому ландшафту в поисках воды.

## Производство
В 2019 году Film 45 стал партнером компании Стивена Спилберга Amblin Television в работе над фильмом, рассказывающем историю Opportunity. В ноябре 2020 года создатели фильма обратились к потенциальным дистрибьюторам с 17-минутным роликом. В марте 2021 года было объявлено, что Amazon Studios, Film 45, Amblin Television и Tripod Media будут совместно продюсировать «Good Night Oppy». Проект был приобретен Amazon Studios в ноябре 2021 года и завершен в следующем месяце.
Фильм озвучен Анджелой Бассетт, с визуальными эффектами от Industrial Light & Magic. Архивные кадры были предоставлены НАСА и Лабораторией реактивного движения. Автор текста — режиссёр Райан Уайт и редактор Хелен Кернс.

## Музыка
Музыку к фильму написал Блейк Нили. В фильме также звучат композиции групп:
- The Beatles (Here Comes the Sun)
- The B-52 (Roam)
- ABBA (SOS)
- Katrina and the Waves (Walking on Sunshine)
- Wham! (Wake Me Up Before You Go-go[9][10]).

## Релиз
Премьера «Спокойной ночи, Оппи!» состоялась на кинофестивале в Теллуриде 3 сентября 2022 года, а международный дебют — на Международном кинофестивале в Торонто 12 сентября 2022 года. В кинотеатрах США фильм стартовал 4 ноября 2022 года, начал транслироваться на Prime Video 23 ноября 2022 года.

## Прием
На Rotten Tomatoes фильм имеет рейтинг одобрения 87 % на основе 92 обзоров со средней оценкой 7,4/10: «Есть более поучительные документальные фильмы об освоении космоса, но это не уменьшает заразительного трепета перед космосом в „Good Night Oppy“».
На Metacritic рецензии 20 критиков сформировали средневзвешенную оценку 65 из 100: «…в целом положительные отзывы».
Бен Кенигсберг из New York Times написал:
Хотя описания стареющих роботов, страдающих артритом и потерей памяти, возможно, слишком милы, к концу «Спокойной ночи, Оппи» Opportunity и Spirit стали не менее привлекательными персонажами, чем R2-D2 или ВАЛЛ-И.
Оценка Майкла О’Салливан из Washington Post —две с половиной звезды из четырёх: «Это такая приятная маленькая история, Оппи может вселить в вас то же теплое и нечеткое чувство удовлетворения, которое, очевидно, есть в его семье НАСА».
Аврора Амидон из Paste отметила, что фильм «очень информативный» . Мэтт Золлер Зейтц из RogerEbert.com дал фильму три звезды из четырёх, написав: «музыка Блейка Нили создаёт атмосферу волшебства и чудес в стиле Джона Уильямса».
Фильм был назван лучшим документальным фильмом на 7-й церемонии вручения премии Critics' Choice Documentary Awards.